# Slepec
Slepec (Spalax) je rod hlodavců z čeledi slepcovitých. Zahrnuje celkem 13 druhů žijících ve východní Evropě, na Blízkém východě a v severní Africe.
Jde o středně velké hlodavce podobné krtkům, kteří nemají žádné viditelné oči. Celý život žijí prakticky jen pod zemí, kde si hloubí nory se složitými systémy tunelů. Zde také hledají svou potravu – hlízy, kořínky a jiné podzemní části rostlin.

## Výskyt
Slepci jsou rozšířeni od Maďarska a Rumunska přes Ukrajinu až do Ruska a Kazachstánu, na jih pak přes Bulharsko, Srbsko, Černou Horu, Bosnu a Hercegovinu, Severní Makedonii, Albánii, Řecko, Turecko, Sýrii, Irák, Jordánsko, Izrael, Egypt po Libyi.
Vyskytují se v různých oblastech (polopouště, stepi, louky, zemědělská půda) až do výšky 2300 m (na Balkánu) nebo 2600 m n. m. (v Turecku). Pro vytváření podzemních chodeb potřebují oblasti s ročními srážkami od 100 do 800 mm.

## Taxonomie
Slepci rodu Spalax představují jediné zástupce podčeledi Spalacinae. Podle posledních poznatků se dělí do 13 druhů, které obývají východní Evropu, Blízký východ a severní Afriku.
Donedávna (přibližně do konce 20. století) však byly uznávány dva rody těchto hlodavců: Spalax a Nannospalax.
- Do původního rodu Nanospalax byly řazeny současné druhy Spalax leucodon (slepec malý), Spalax nehringi (slepec Nehringův) a Spalax ehrenbergi (slepec egyptský), tedy rody obývající Balkánský poloostrov, Blízký východ a severní Afriku.
- Do původního rodu Spalax patřily druhy Spalax graecus (slepec polní), Spalax arenarius (slepec písečný), Spalax microphthalmus (slepec obecný), Spalax giganteus (slepec velký) a Spalax zemni (slepec ukrajinský), tedy druhy žijící v Rumunsku, Ukrajině a Rusku (ostatní zde uvedené druhy tehdy ještě nebyly známy nebo uznávány).

Původně byly druhy rodů Spalax a Nannospalax zařazovány do myšovitých hlodavců. Později (Topaševskij, 1974) byly přesunuty do vlastní čeledi Spalacidae. Někteří autoři vytvoření samostatné čeledi uznávali, jiní zařazovali tuto skupinu pouze jako podčeleď Spalacinae čeledi myšovitých (Muridae). Nyní tvoří slepci podčeleď Spalacinae a spolu s hlodouny (rody Cannomys, Myospalax a Rhizomys) a cokory (rod Eospalax) čeleď slepcovitých.

## Vzhled

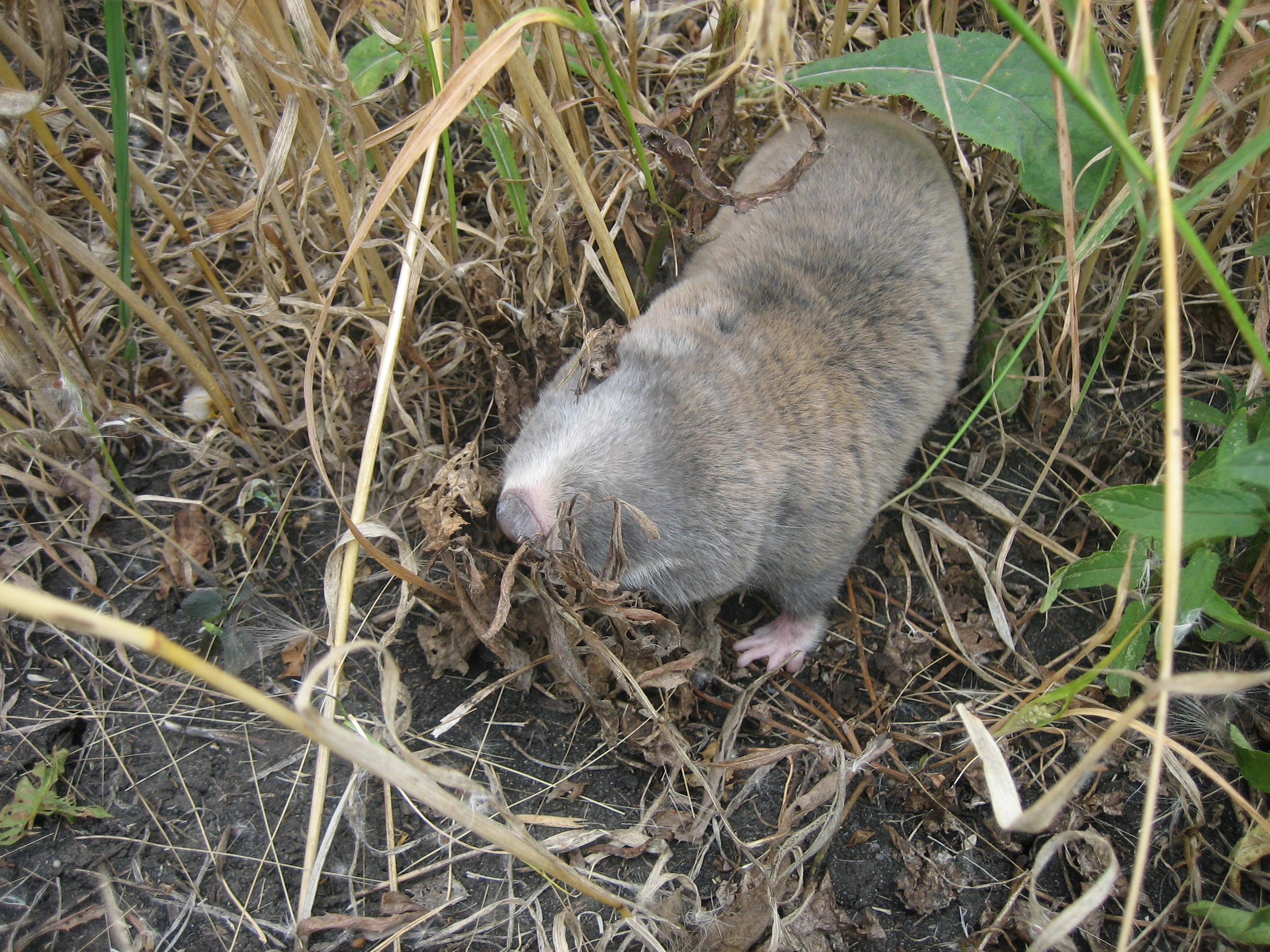
Spalax microphthalmus

Slepci rodu Spalax jsou mohutná zavalitá bezocasá zvířata s krátkýma nohama. Tvarem těla se podobají krtkům. Na zemi se pohybují nemotorně, jsou ale výborně přizpůsobeni životu pod zemí, mnohem více než naprostá většina ostatních hlodavců. Jsou dlouzí 170–350 mm a váží 215–570 g. Na všech nohách mají 5 prstů a jen kratší drápy. Svrchní část těla je hnědá až žlutohnědě šedá, břicho je žlutohnědé, krk a hruď šedé. Některé druhy mají světlý pruh v oblasti hlavy. Hustá jemná srst roste téměř všemi směry.
Nemají žádné viditelné oči, i když pod srstí lze jejich zárodky nalézt. Jsou to jediní zcela slepí hlodavci. Nemají ani ušní boltce. Nejdůležitější smysly jsou sluch a hmat; čich u nich nehraje významnou roli.
Přizpůsobení podzemnímu životu se projevilo i na jejich lebce; její mozková část je široká a plochá. Jsou pro ně charakteristické dva mohutné řezáky v každé čelisti, z nichž zejména dolní výrazně vystupují z pysků. Stoličky mají kořeny (nerostou tedy celý život).

## Způsob života

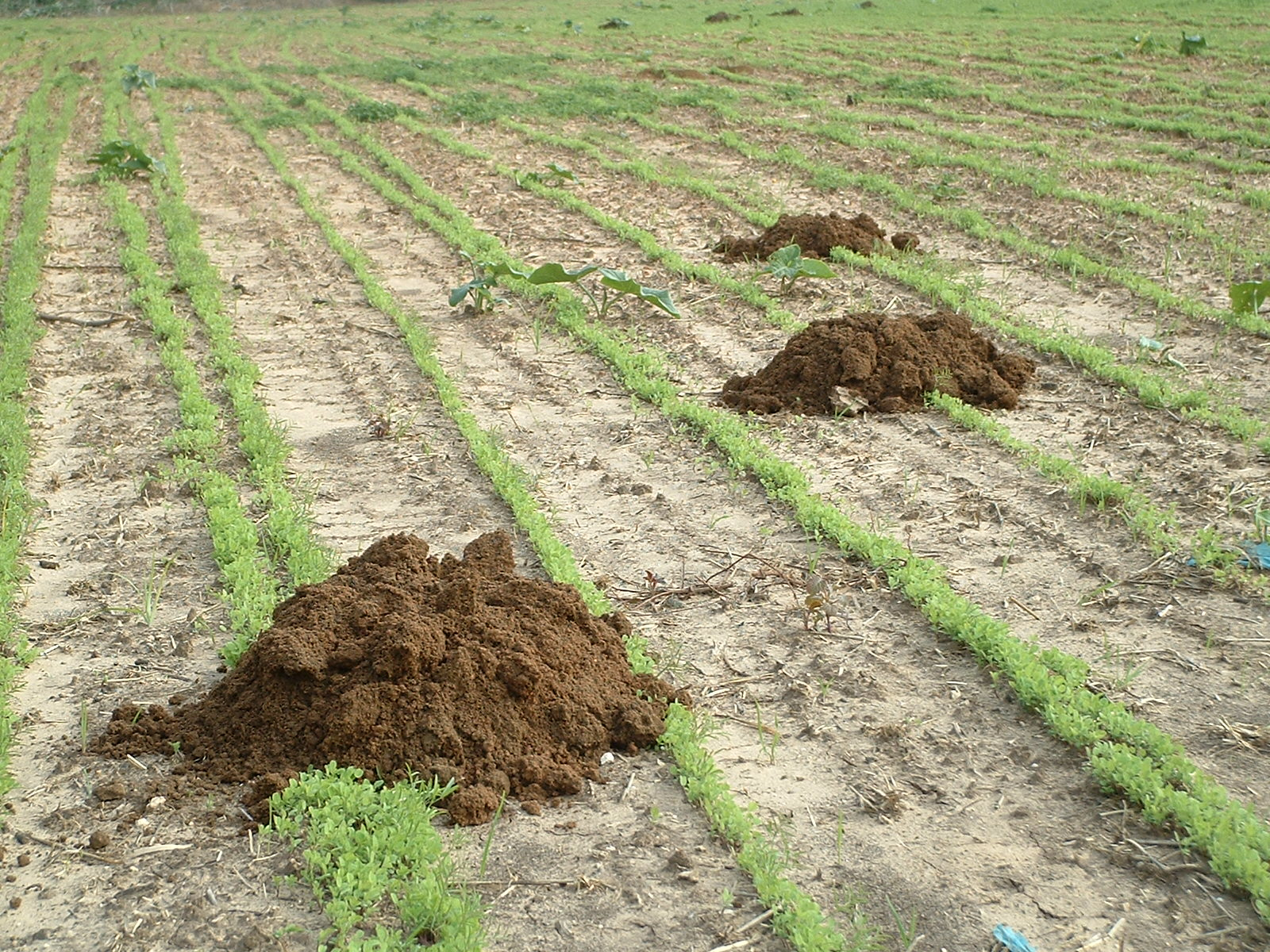
Kupky zeminy vyhrabané slepcem egyptským (Nannospalax ehrenbergi)

Slepci si v oblasti svého rozšíření hloubí nory v téměř každém typu půdy. K jejich hloubení používají především své řezáky, ale pomáhají si i čenichem a nohama.
Systém tunelů budují slepci ve dvou úrovních. První, obvykle 10–25 cm pod zemí, slouží k získávání potravy. Tyto tunely mohou být i stovky metrů dlouhé, obvykle má však celá stavba průměr do 30 m. S povrchem je spojena svislými otvory, kolem nichž se nacházejí kupky vyhrabaného materiálu. Svislé tunely směřují i k níže položeným chodbám, které spojují 1–2 hnízda vystlaná měkkým materiálem, spižírny a místnosti používané jako záchod. Slepci jsou aktivní celoročně, jen v období extrémního počasí méně hrabou a stahují se hlouběji pod zem (až 4 m hluboko).
Slepci jsou přísně samotářská zvířata – jeden systém tunelů obývá kromě období páření jen jeden jedinec. Zdá se, že se páří jen jednou ročně od ledna do půlky března. Podle pozorování z Izraele (A. Nevo) si samice na podzim po prvních deštích budují kupku, které má metr v průměru a výšku 40 cm. V ní je komora o průměru asi 20 cm, v níž se pak líhnou mláďata. Paprskovitě od této kupky je 15 – 20 menších kupek, které se připisují samcům zdržujících se v blízkosti.
Po asi 4 týdnech březosti rodí obvykle 2 až 4 mláďata. Ta jsou holá a váží 6 až 10 g. Po dvou měsících jsou schopna opustit hnízdo.
Slepci se oproti jiným hlodavcům dožívají výrazně vyššího věku. Podobná dlouhověkost byla zjištěna i u rypošů. Nikdy taky neonemocní rakovinou.

### Potrava

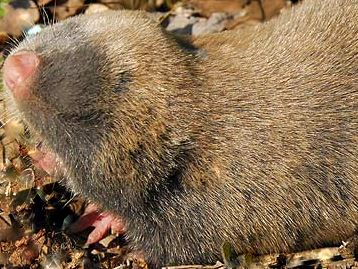
Hlava slepce malého

Potravu tvoří hlízy, kořínky, bulvy a další podzemní části rostlin. Někdy byli v noci pozorováni i nad zemí, jak konzumují trávu, semena a jiné nadzemní části rostlin. Není vyloučeno, že příležitostně požírají i hmyz.
Ve východním středomoří jsou slepci – především nejrozšířenější slepec obecný (Spalax microphthalmus) – považováni za významné škůdce. Mohou působit značné škody na obdělávané půdě, v sadech nebo v lesních školkách.
Slepci se stávají kořistí především sov (výr velký, kalous ušatý), ale i některých malých šelem.

### Zajímavosti
V Libyi řada původních obyvatel věří, že člověk oslepne, když se dotkne slepce, a proto je neloví.
Byly popsány případy, kdy slepci přivedli archeology k některým nálezům, protože v jejich kupkách vyhrabaného materiálu byly nalezeny drobné artefakty z podzemí.

## Stupeň ohrožení
Většina slepců je v červeném seznamu druhů zařazena mezi ohrožené nebo téměř ohrožené druhy. Pouze slepec obecný (Spalax microphthalmus) žijící na Ukrajině a v přilehlých oblastech Ruska je charakterizován jako málo dotčený.
Téměř ohrožené druhy:

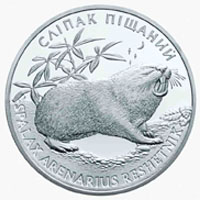
Ukrajinská pamětní mince se slepcem písečným

- slepec polní (Spalax graecus) vyskytující se na několika lokalitách v Rumunsku a Moldavsku, podle dřívějších pozorování i v přilehlé oblasti Ukrajiny,[10]
- Spalax uralensis žijící v západní části Kazachstánu.[2]

Zranitelné druhy:
- slepec velký (Spalax giganteus) vyskytující se v Rusku severně od Kavkazu,[11]
- slepec ukrajinský (Spalax zemni) obývající jihozápadní a západní oblasti na Ukrajině.[1]

Ohrožený druh:
- slepec písečný (Spalax arenarius) žijící pouze na jižní Ukrajině jižně od ústí Dněpru do Černého moře a v přilehlých písečných oblastech. Je ohrožen především zalesňováním tohoto území. Stabilní je pouze v Černomořské státní rezervaci.[12]

Ohrožení dalších druhů (slepec Nehringův, slepec malý a slepec egyptský) nemohlo být pro nedostatek údajů vyhodnoceno a jiné druhy (Spalax carmeli, Spalax galili, Spalax golani a Spalax judaei) v červeném seznamu druhů chybí. Důvodem pro toto nevyhodnocení jsou nejasnosti v zařazení jednotlivých druhů. Např. od slepce egyptského (Spalax ehrenbergi) byly na základě podrobného zkoumání včetně zjišťování počtu chromozomů odděleny zmíněné druhy S. carmeli, S. galili, S. golani a S. judaei. Toto rozdělení však bylo uznáno teprve nedávno a proto jak nové čtyři druhy, tak původní druh nebyly ještě samostatně hodnoceny a jsou tedy ve stupni „nedostatek údajů“.